# رگ دالتون
رگ دالتون (انگلیسی: Reg Dalton؛ 19 July 1896 – ۱۹۷۹ (۸۲−۸۳ سال)) بازیکن فوتبال بود.